# Collix flavipuncta
Collix intrepida là một loài bướm đêm trong họ Geometridae.